# FIVB World Tour 1990/91
Die FIVB World Tour 1990/91 bestand aus vier Veranstaltungen. Zu den Gastgeberländern der Beachvolleyball-Turnierserie der Saison 1989/90 Italien, Japan und Brasilien kam Frankreich hinzu.

## Turniere

### Sète
| Platz | Team                                      |
| ----- | ----------------------------------------- |
| 1     | André Lima / Guilherme Marques            |
| 2     | John Eddo / Sean Fallowfield              |
| 3     | Roberto Lopes / Franco Neto               |
| 4     | Jean-Philippe Jodard / Christian Penigaud |
| 5     | Dionisio Lequaglie / Marco Solustri       |
| 6     | Thierry Glowacz / Jan Kvalheim            |
| 7     | Thomas Brall / Jan Fell                   |
| 8     | Siulio Galan / Benjamin Vicedo            |

Die French Open fanden vom 27. bis zum 29. Juli 1990 statt. Achtzehn Beachpaare waren am Start, darunter zum ersten Mal mit Thomas Brall und Jan Fell ein deutsches Team, das den siebten Platz erreichte und dafür 1228 US-Dollar Preisgeld erhielt. Insgesamt wurden etwas über 30.000 US-Dollar ausgeschüttet. Fünf teilnehmende Teams kamen aus dem Gastgeberland, je zwei aus den Vereinigten Staaten, Brasilien und Italien. Die restlichen Teilnehmer waren aus Österreich, der Schweiz, Spanien, Dänemark, Australien und Japan.

Sieger wurden die Brasilianer André Lima und Guilherme Marques vor den US-Amerikanern John Eddo und Sean Fallowfield, den dritten Platz erreichte mit Robert Lopes und Franco Neto ein weiteres brasilianisches Paar. Beste Europäer wurden die Franzosen Jean-Philippe Jodard und Christian Penigaud auf dem vierten Platz.

### Lignano
| Platz | Team                                      |
| ----- | ----------------------------------------- |
| 1     | Tim Hovland / Kent Steffes                |
| 2     | John Eddo / Sean Fallowfield              |
| 3     | Eduardo Garrido / Roberto Moreira         |
| 4     | Dionisio Lequaglie / Marco Solustri       |
| 5     | Roberto Lopes / Franco Neto               |
| 6     | Fabrizio Bastianelli / Emanuele Fracascia |
| 7     | Mauro Budani / Carlo Pezzullo             |
| 8     | Franco Bertoli / Fabio Vullo              |

Die Italian Open starteten am 1. August und endeten am 5. August 1990. Zwanzig Beachpaare waren am Start. Das Preisgeld lag mit 50.000 US-Dollar auf dem Niveau des Vorjahres, je 6000 Dollar erhielten davon die US-amerikanischen Goldmedaillengewinner Tim Hovland und Kent Steffes. Zweite wurden wie schon Frankreich ihre Landsleute John Eddo und Sean Fallowfield, den dritten Platz belegten die Brasilianer Eduardo Garrida und Roberto Moreira. Die Italiener Dio Lequaglie und Marco Solustri wurden auf dem vierten Platz beste Europäer vor einem weiteren brasilianischen Paar. Roberto Lopes und Franco Neto konnten damit ihren dritten Platz von Sete nicht ganz bestätigen.

### Enoshima
| Platz | Team                                |
| ----- | ----------------------------------- |
| 1     | Leif Hanson / Eric Wurts            |
| 2     | Al Janc / Tim Walmer                |
| 3     | Dionisio Lequaglie / Marco Solustri |
| 4     | Philippe Blain / Alain Fabiani      |
| 5     | Roberto Lopes / Franco Neto         |
| 6     | Eduardo Garrido / Roberto Moreira   |
| 7     | Dimitri Kuwitschka / Iwan Sagorskij |
| 8     | Park Hyung-Yong / Man-Soo Kang      |

Nur vier Tage nach dem Ende des italienischen Turniers begannen die Japan Open am 9. August. In drei Turniertagen spielten zwölf Teilnehmerteams um ein Preisgeld von insgesamt 50.000 US-Dollar, wovon die Sieger Leif Hanson und Eric Wurts aus den Vereinigten Staaten 12.000 Dollar erhielten. Ebenfalls aus den USA kamen die zweitplatzierten Al Janc und Tim Walmer, die Bronzemedaille ging an die Italiener Dio Lequaglie und Marco Solustri, gefolgt von den Franzosen Philippe Blain und Alain Fabiani sowie von den Brasilianern Roberto Lopes und Franco Neto auf den Plätzen vier und fünf. Die einzigen koreanischen Teilnehmer Park Hyung-Yong und Man-Soo Kang waren als Achte noch vor den besten Japanern Shoji Setoyama und Kazuyuki Takao platziert und damit auch gleichzeitig beste Asiaten vor zwei weiteren japanischen und einem chinesischen Paar.

### Rio de Janeiro
| Platz | Team                              |
| ----- | --------------------------------- |
| 1     | Sinjin Smith / Randy Stoklos      |
| 2     | Tim Hovland / Kent Steffes        |
| 3     | André Lima / Guilherme Marques    |
| 4     | Michael Dodd / Jon Stevenson      |
| 5     | Roberto Lopes / Franco Neto       |
| 6     | Marlos Cogo / Marco Tullio        |
| 7     | Edinho de Mattos / Eduardo Tinoco |
| 8     | Clovis Freitas / Atila Pereira    |

Den Abschluss der World Series bildete wie schon im Vorjahr das Turnier in Rio, das diesmal vom 12. bis zum 23. Februar 1991 stattfand. Wie schon 1990 bewarben sich auch 1991 zweiundzwanzig Teilnehmerpaare um den Sieg bei den Brazil Open und auf den ersten drei Plätzen standen Teams aus den gleichen Nationen in der gleichen Reihenfolge wie im letzten Jahr. Stoklos/Smith gewannen zum dritten Mal in Folge das Turnier am Zuckerhut und verwiesen ihre US-amerikanischen Landsleute Tim Hovland, der diesmal mit Kent Steffes antrat, auf den zweiten Platz. Die Bronzemedaille sicherten sich mit André Lima und Guilherme Marques zwei Spieler aus dem Land des Gastgebers. Hinter Mike Dodd (diesmal mit Jon Stevenson) aus den Vereinigten Staaten belegten vier weitere von insgesamt acht gestarteten brasilianischen Teams die Plätze fünf bis acht.

## Auszeichnungen
| FIVB Tour Champion | Randy Stoklos / Sinjin Smith |